# Cône (analyse convexe)
Pour les articles homonymes, voir Cône.
En mathématiques, et plus précisément en analyse convexe, un cône d'un espace vectoriel réel est une réunion de demi-droites (ouvertes ou fermées) issues de l'origine, et un cône pointé est un cône qui contient l'origine. Cette définition du cône généralise la notion géométrique de cône de l'espace euclidien de dimension 3.
On peut citer comme exemples tous les cônes convexes. Les cônes apparaissent également dans diverses constructions : cône tangent à un ensemble, cône asymptotique d'un ensemble, enveloppe conique, etc.
Dans tout cet article, {\displaystyle E} désigne un {\displaystyle \mathbb {R} }-espace vectoriel, que l'on supposera topologique chaque fois que nécessaire.

## Définitions

### Cône
D'après la définition donnée en introduction, on a la caractérisation suivante :
Cône — Une partie {\displaystyle K} de {\displaystyle E} est un cône si et seulement si {\displaystyle K} est stable pour la multiplication par tout réel strictement positif, ce qui s'écrit : {\displaystyle \forall x\in K\quad \forall t>0\quad tx\in K}, ou encore : {\displaystyle \mathbb {R} _{+}^{*}K\subset K}.
Exemples de cônes :
- tous les cônes convexes ;
- toute union d'une famille de cônes ;
- la somme de deux cônes ;
- tout complémentaire d'un cône ;
- toute intersection d'une famille non vide de cônes.

### Différents types de cônes
On dit qu'un cône {\displaystyle K} est :
- saillant s'il ne contient pas de droite vectorielle, autrement dit si {\displaystyle K\cap (-K)\subset \{0\}} ;
- pointé si {\displaystyle 0\in K} (et épointé dans le cas contraire)[2]. Tout cône fermé non vide est pointé.

Un cône {\displaystyle K} est convexe si et seulement si {\displaystyle K+K\subset K}. Tout cône convexe épointé est saillant.
Un cône {\displaystyle K} est polyédrique (c'est-à-dire intersection d'un nombre fini de demi-espaces fermés et a fortiori convexe et fermé) si et seulement si {\displaystyle K} est l'image réciproque de {\displaystyle \mathbb {R} _{+}^{m}} par une application linéaire {\displaystyle A:E\to \mathbb {R} ^{m}}, pour un entier {\displaystyle m\geqslant 1}.
Un cône convexe non vide K est générateur si {\displaystyle K-K=E}.

### Rayon extrême
Un rayon est une demi-droite fermée d'origine {\displaystyle 0}. Il s'agit donc d'un cône polyédrique de dimension 1. On dit qu'un vecteur {\displaystyle x\neq 0} « génère »[réf. nécessaire] le rayon {\displaystyle \mathbb {R} _{+}x}.
On dit qu'un rayon est un rayon extrême d'un cône {\displaystyle K} s'il est généré par un vecteur {\displaystyle x\neq 0} et si la propriété suivante a lieu
Cette propriété rappelle celle d'une arête (ou face de dimension 1) d'un convexe. Cependant, si le cône n'est pas convexe, la notion d'arête n'est pas définie, alors que la notion de rayon extrême ne demande pas cette convexité. Par ailleurs, si le cône convexe n'est pas saillant, une arête peut être une droite vectorielle et donc ne pas vérifier la propriété ci-dessus ; par exemple, {\displaystyle \mathbb {R} e^{1}} est une arête du cône {\displaystyle \{x\in \mathbb {R} ^{2}\mid x_{2}\geqslant 0\}}, qui n'est pas saillant, mais n'est pas un rayon extrême de ce cône. En réalité, on a la propriété suivante.
Arête d'un cône convexe saillant — Les arêtes d'un cône convexe pointé saillant sont ses rayons extrêmes.

## Enveloppe conique

L'enveloppe conique d'un cercle passant par est l'union d'un demi-plan ouvert et du singleton.

Un ensemble non vide {\displaystyle K\subset E} est un cône convexe pointé si et seulement si {\displaystyle \mathbb {R} _{+}K\subset K} et {\displaystyle K+K\subset K}, ce que l'on peut reformuler ainsi :
Combinaison conique — On appelle combinaison conique (en) de vecteurs de {\displaystyle E}, une combinaison linéaire à coefficients positifs de ces vecteurs.
Une partie non vide de {\displaystyle E} est un cône convexe pointé si et seulement si elle est stable par combinaisons coniques.
L'intersection d'une famille non vide {\displaystyle (K_{i})_{i\in I}} de cônes convexes étant un cône convexe — pointé si les {\displaystyle K_{i}} le sont —, on peut définir ce que l'on appelle l'enveloppe conique d'une partie (comme raccourci de « enveloppe conique convexe pointée ») :
Enveloppe conique — L'enveloppe conique d'une partie {\displaystyle P} de {\displaystyle E}, notée {\displaystyle \operatorname {cone} P}, est l'intersection des cônes convexes pointés contenant {\displaystyle P}. C'est donc le plus petit cône convexe pointé contenant {\displaystyle P}. C'est aussi l'ensemble des combinaisons coniques d'éléments de {\displaystyle P} :
{\displaystyle \operatorname {cone} P={\Bigg \{}\left.\sum _{i=1}^{m}t_{i}x_{i}~\right|~m\in \mathbb {N} }{\displaystyle ,~t_{i}\in \mathbb {R} _{+},~x_{i}\in P{\Bigg \}}.}
Si P est convexe et non vide, son enveloppe conique est donc simplement[réf. à confirmer] : {\displaystyle \bigcup _{\lambda \geq 0}\lambda P}.